# Michaił Gorczajew
Michaił Dmitrijewicz Gorczajew (ros. Михаил Дмитриевич Горчаев, ur. 1886 w Syzraniu w guberni samarskiej, zm. 1961 w Moskwie) – radziecki polityk.

## Życiorys
W 1905 został aresztowany, później skazany na zesłanie do guberni astrachańskiej, 1907-1917 służył w rosyjskiej marynarce wojennej, w której dosłużył się stopnia starszego podoficera, w 1914 wstąpił do partii bolszewickiej SDPRR(b). W 1917 podczas rewolucji był członkiem Centralnego Komitetu Floty Bałtyckiej, potem wstąpił do Czerwonej Gwardii i następnie do Armii Czerwonej, brał udział w wojnie domowej, był ranny. W 1919 został funkcjonariuszem partyjnym, od 31 grudnia 1925 do 26 stycznia 1934 wchodził w skład Centralnej Komisji Kontrolnej WKP(b) (od 4 lutego 1932 do 26 stycznia 1934 był członkiem Prezydium tej komisji), jednocześnie 1928-1929 przewodniczył Krymskiej Obwodowej Komisji Kontrolnej WKP(b) i 1929-1931 Centralnej Komisji Kontrolnej Komunistycznej Partii (bolszewików) Azerbejdżanu i od 1933 do stycznia 1934 Północnokaukaskiej Krajowej Komisji Kontrolnej WKP(b). Od stycznia do października 1934 był przewodniczącym Komitetu Wykonawczego Północnokaukaskiej Rady Krajowej, 1935-1937 zastępcą przewodniczącego Komitetu Wykonawczego Krasnojarskiej Rady Krajowej, później do lipca 1938 dyrektorem Krasnojarskiego Krajowego Zarządu "Zagotpusznina".
28 lipca 1938 został aresztowany, 17 stycznia 1940 zwolniony, w 1952 otrzymał emeryturę.